# 昭显庙
昭显庙是位于中国北京市西城区北长街71号的清朝皇家道观。

## 历史
该庙建于清朝雍正十年（1732年）。庙内祀雷神，故俗称“雷神庙”，为北京皇城内八庙之一。中华民国时期，在该庙建立了北京教育会。1925年3月10日到4月15日，在该庙召开了“国民会议促成会全国代表大会”。中华人民共和国成立后至今，该庙为北京市北长街小学，现该庙仅存影壁及后殿。

## 建筑
该庙坐北朝南。中轴线上自南向北依次为影壁、山门、钟鼓楼、前殿、中殿、后殿及配殿。其中，钟鼓楼、中殿、后殿的屋面均为黄琉璃瓦，其余建筑的屋面为绿琉璃瓦。
目前，该庙的街门开在北长街路西，门旁有“北京市北长街小学”字样，门牌号为北长街71号。